# Nebenfrau
Als Nebenfrauen werden Frauen bezeichnet, die ein Mann in einer polygynen Beziehungsform neben seiner Ehefrau – der Hauptfrau – hat. Im Mittelalter oder in alten Bibelübersetzungen wurden diese auch als Kebse bezeichnet, in den japanischen und chinesischen Kaiserreichen als Konkubine. Daneben finden sich Nebenfrauen auch in antiken Kulturen wie Ägypten, Griechenland und dem Römischen Reich. In den verschiedenen Kulturen waren Nebenfrauen teilweise mit weniger Rechten ausgestattet.

## Kulturelle Bedeutung
Im Frühmittelalter konnte eine Kebsehe (Kebse bedeutet so viel wie „Nebenfrau“) zwischen einem freien Mann und einer unfreien (leibeigenen) Frau geschlossen werden, da der Freie jegliche Verfügungsgewalt über seine Leibeigenen hatte. Dabei handelte es sich mehr um ein eheähnliches Verhältnis als um eine richtige Ehe. Es konnten mehrere Kebsehen nebeneinander bestehen.
Bis zur Zeit der Könige waren Nebenfrauen im alten Israel üblich. Abraham hatte sich mehrere Nebenfrauen genommen, schickte sie allerdings alle nach der Geburt seines Sohnes Isaak (von dem ihm die Abstammung eines Volkes prophezeit worden war) nach Hause zurück (Genesis 25,6 ). König David hatte mindestens sechs Frauen (2 Sam 3,2–5 ) und eine unbekannte Anzahl Nebenfrauen (2 Sam 5,13 ). Salomo soll siebenhundert fürstliche Frauen und dreihundert Nebenfrauen gehabt haben (1 Kön 11,3 ), was seinem Gott allerdings missfiel, denn die Frauen waren nicht Israelitinnen und es war den Israeliten nach dem Gesetz des Mose verboten, Frauen aus anderen Völkern zu nehmen.
Der Pharao im alten Ägypten hatte in der Regel mehrere Frauen. Seine Hauptfrau wurde bei ihrem Tod in ihren Rechten durch eine Nebenfrau beerbt.
Im Islam darf der Mann neben der ersten Gattin bis zu drei weitere heiraten. Strittig ist dies in Bezug auf den Begriff Nebenfrau, da der Islam vom Mann fordert, alle Ehefrauen gleich und gerecht zu behandeln, was eine Unterteilung in eine bevorrechtigte Haupt- und minder berechtigte Nebenfrau(en) ausschließt.
Auch im japanischen Kaiserreich waren Nebenfrauen (権妻, gonsai oder 妾, mekake) bis 1930 durchaus üblich. Der Shōwa-Tennō († 1989) war der erste monogame Herrscher. In den „100 Gesetzen“ (Buke-hyakkajō) der Tokugawa-Zeit findet sich folgende Bestimmung: „Der Kaiser (tenshi) hat zwölf Beischläferinnen, die Fürsten haben ihrer acht, die Taifu fünf und die Krieger zwei. Personen niedrigen Standes haben nur ein eheliches Weib.“
Gerda Bormann, die Frau des NS-Funktionärs Martin Bormann, entwickelte 1944 die Idee der Volksnotehe, mit der die zunehmenden Kriegsverluste der deutschen Bevölkerung ausgeglichen werden sollten. Jedes männliche, würdige Mitglied der Gesellschaft sollte den rechtlichen Anspruch auf mehrere Ehen haben. Die Nebenfrauen sollten dabei unter denselben rechtlichen Bedingungen leben wie die Erstfrau.